# Meri Kuri
Singles de BoA
Quincy/Kono yo no Shirushi
(2004) Do the Motion
(2005)
Meri Kuri est le 15e single de BoA sorti sous le label Avex Trax le 1er décembre 2004 au Japon. Il atteint la 5e place du classement de l'Oricon et reste classé 12 semaines pour un total de 136 725 exemplaires vendus. La chanson Meri Kuri se trouve sur la compilation Best of Soul.

## Liste des titres
| 1. | Meri Kuri (メリクリ)          |  |
| 2. | Mega Step                     |  |
| 3. | The Christmas Song            |  |
| 4. | Meri Kuri (TV Mix) (メリクリ) |  |
| 5. | Mega Step (TV Mix)            |  |

| 1. | Merry-Chri (메리-크리)                |  |
| 2. | Mega Step                             |  |
| 3. | The Christmas Song                    |  |
| 4. | Merry-Chri (Instrumental) (메리-크리) |  |
| 5. | Mega Step (Instrumental)              |  |